# Oxyopes longispinosus
Oxyopes longispinosus is een spinnensoort uit de familie van de lynxspinnen (Oxyopidae).
De wetenschappelijke naam van de soort werd in 1938 gepubliceerd door Reginald Frederick Lawrence.